# 阿爾比鎮區 (密歇根州)
阿爾比鎮區（英語：Albee Township）是位於美國密歇根州薩吉諾縣的一個行政鎮區。

## 地方資料
阿爾比鎮區的面積為93.60平方千米，當中陸地面積為93.50平方千米，而水域面積為0.10平方千米。根據2020年美國人口普查的數據，當地共有人口2046人，而人口密度為每平方千米21.86人。